# Tino Insana
Silvio Peter "Tino" Insana, ameriški komik in igralec, * 18. februar 1948, Chicago, Illinois, ZDA – 31. maj 2017, Los Angeles, California, ZDA.